# آنتونی آینلی
آنتونی آینلی (انگلیسی: Anthony Ainley؛ ‏ ۲۰ اوت ۱۹۳۲ – ۳ مهٔ ۲۰۰۴) بازیگر اهل بریتانیا بود.
از فیلم‌ها یا برنامه‌های تلویزیونی که وی در آن نقش داشته‌است، می‌توان به دکتر هو و نیکلاس نیکلبی اشاره کرد.